# فلوريان هوكسها
فلوريان هوكسها هو لاعب كرة قدم سويسري، ولد في 22 فبراير 2001 في بولاخ في سويسرا.

## وصلات خارجية
- فلوريان هوكسها على موقع قاعدة بيانات كرة القدم.إي يو (الإنجليزية)
- فلوريان هوكسها على موقع Soccerway.com (الإنجليزية)
- فلوريان هوكسها على موقع عالم كرة القدم.نت (الإنجليزية)